# Thor: Love and Thunder
Thor: Love and Thunder is een Amerikaanse superheldenfilm uit 2022, geregisseerd door Taika Waititi(die samen met Jennifer Kaytin Robinson het scenario schreef) en geproduceerd door Kevin Feige en Brad Winderbaum. De film is gebaseerd op het gelijknamige personage van Marvel Comics. De film werd geproduceerd door Marvel Studios en gedistribueerd door Walt Disney Studios Motion Pictures. Thor: Love and Thunder is een vervolg op Thor: Ragnarok uit 2017 en de 29ste film binnen het Marvel Cinematic Universe.

## Verhaal

### Proloog
Gorr en zijn dochtertje Love zijn de laatsten van hun soort op een planeet die is verworden tot een kale woestenij. Terwijl hij water en voedsel probeert te vinden, smeekt hij de god van zijn volk - Rapu - om zijn dochter te helpen. Tevergeefs. Nadat Love bezwijkt, ontmoet hij Rapu alsnog. Die heeft net de drager van het Necrozwaard verslagen en is totaal niet geïnteresseerd in het welzijn van het volk dat hem aanbidt. Hij spot met Gorr en probeert hem - nadat die hem verwerpt -  te wurgen. Het Necrozwaard verleidt Gorr op datzelfde moment om zijn nieuwe drager te worden. Gorr stemt in en verandert zo in Gorr the God Butcher. Het zwaard geeft hem de mogelijkheid om goden te executeren en maakt hem heerser over een oneindige hoeveelheid schaduwwezens. De verbitterde Gorr bevrijdt zichzelf door Rapu neer te steken en begint daarna aan een missie om met alle goden af te rekenen.

### Verhaal
Sinds hij met de Avengers Thanos heeft verslagen, reist Thor met de Guardians of the Galaxy door het heelal. Na het volbrengen van hun recentste missie, ziet hij een boodschap waarin zijn oude strijdgenoot Sif om hulp vraagt. Hij neemt afscheid van zijn teamgenoten en gaat samen met Korg naar haar op zoek. Ze treffen Sif gewond aan. Ze vertelt dat Gorr op weg is naar New Asgard om daar de Asgardianen uit te vagen. Thors ex-vriendin Jane Foster kampt intussen op aarde met terminale kanker. Zij reist af naar New Asgard om te kijken of de brokstukken van de hamer Mjolnir haar kunnen genezen. Wat ze niet weet, is dat Thor het wapen ooit heeft gevraagd om Jane te beschermen. Wat Thor niet weet, is dat Mjolnir dit heeft gehoord.
Thor en Korg komen precies op tijd aan in New Asgard om koningin Valkyrie te helpen wanneer Gorr aanvalt. De twee worden verrast wanneer ze hulp krijgen van een tweede, vrouwelijke Thor. Het blijkt Jane, die dankzij Mjolnir over dezelfde vermogens beschikt als Thor. Gorr blaast de aftocht. Daarbij ontvoert hij een aantal Asgardiaanse kinderen die hij opsluit in zijn Schaduwrijk. Thor, Korg, Jane en Valkyrie reizen naar Omnipotence City. Hier vragen ze Zeus om hulp van de andere goden. Die krijgen ze niet. Zeus denkt dat ze veiliger zijn als ze zich verborgen houden in Omnipotence City. Hij denkt ook dat Gorr toch niet zal slagen in het bereiken van zijn doel: het vinden van de kosmische entiteit Eternity, die hij dan om één gunst mag vragen. Dit zou het vernietigen van alle goden zijn. Om hun locatie geheim te houden, wil Zeus de vier ook niet meer laten vertrekken. Ze weten toch te ontsnappen en bemachtigen daarbij Zeus' bliksemschicht.
Op weg naar het Schaduwrijk vertelt Jane Thor over haar ziekte. Eenmaal op locatie ziet ze rotstekeningen. Hier leidt ze uit af dat Gorr Thors bijl Stormbreaker wil bemachtigen: daarmee kan hij de Bifröst openen en een pad naar Eternity creëren. Gorrs plan slaagt. Tijdens een gevecht met het viertal steelt hij Stormbreaker, verwondt hij Valkyrie en stort Jane uitgeput in elkaar. Mjolnir blijkt haar niet te hebben genezen. Ze is alleen sterk wanneer ze haar Thor-gedaante aanneemt; als Jane is ze nog steeds terminaal. Wanneer ze de Thor-gedaante aanneemt, vecht haar lichaam als Jane bovendien niet meer tegen de ziekte vecht en verzwakt dat sneller.
Thor verklaart Jane de liefde. Hij spreekt met haar af dat ze haar Thor-gedaante niet meer zal aannemen om zo haar kans om te genezen te vergroten. Hij reist daarna in zijn eentje naar de locatie waar de kinderen van Asgard gevangen zitten. Hij neemt Zeus' bliksemschicht mee als wapen. Thor bevrijdt de kinderen van Asgard en geeft ze tijdelijk de beschikking over zijn vermogens. Zo nemen ze het samen op tegen Gorr en zijn schaduwwezens. Wanneer Jane aanvoelt dat Gorr op het punt staat om te winnen, reist ze toch in Thor-vorm af naar het strijdtoneel. Samen vernietigen ze het Necrozwaard. Stormbreaker heeft dan alleen al een pad naar Eternity gecreërd. Thor en Jane gaan Gorr achterna, het rijk van Eternity in. Bevrijd van de invloed van het Necrozwaard is Gorr weer voor rede vatbaar. Hij luistert naar Thor wanneer die hem vertelt dat hij Eternity ook kan vragen om de terugkeer van zijn dochter, in plaats van de vernietiging van alle goden. Gorr antwoordt dat hij zelf op het punt staat te sterven en zijn dochter dan alleen zal zijn. Thor maakt stilzwijgend duidelijk dat hij voor het meisje zal zorgen. Jane bezwijkt daarna in Thors armen. Gorr vraagt Eternity om zijn dochter terug te brengen is dolgelukkig haar weer even te zien.

#### Epiloog
Thor adopteert Love en voedt haar op als superheld. Hij gaat zelf Mjolnir weer hanteren, terwijl Love de beschikking krijgt over Stormbreaker. Zeus likt in Omnipotence City zijn wonden en stuurt Hercules achter Thor aan. Jane komt tot haar verrassing aan in Walhalla, waar Heimdall haar welkom heet.

## Rolverdeling
| Acteur               | Personage                                                | Beschrijving |
| -------------------- | -------------------------------------------------------- | --- |
| Chris Hemsworth      | Thor Odinson                                             | Een Avenger, oud-koning van Asgard en Noordse god van de donder. Gebaseerd op de gelijknamige god uit de Noordse mythologie. |
| Natalie Portman      | Jane Foster / The Mighty Thor                            | Een astrofysicus en de ex-vriendin van Thor. In deze film krijgt ze gelijkaardige superkrachten als Thor met Mjölnir nadat ze is gediagnosticeerd met kanker. |
| Christian Bale       | Gorr the God Butcher                                     | Een buitenaardse entiteit afkomstig van een onbekende planeet die alle goden wil doden met het necrozwaard. |
| Tessa Thompson       | King Valkyrie / Brunnhilde                               | De koning van Asgard. Gebaseerd op de Germaanse Walkure, Brünnhilde uit de Germaanse mythologie. |
| Taika Waititi        | Korg                                                     | Een Kronan-krijger van steen die voorheen meedeed aan de kampioenschap van The Grandmaster op Sakaar. Zijn bondgenoot is de alien Miek. |
| Taika Waititi        | Ninny of the Nonny                                       | Een van de Kronan-goden. |
| Russell Crowe        | Zeus Panhellenios                                        | De koning van de Olympiërs en de Griekse god van de lucht. Hij bezet het wapen de "Thunderbolt", en houd een bijeenkomst met de andere goden in Omnipotence City. Gebaseerd op de gelijknamige god uit de Griekse mythologie.                                                                             |
| Jaimie Alexander     | Lady Sif                                                 | Een Asgardiaanse krijgster en Thors jeugdvriendin. Gebaseerd op de Sif uit de Noordse mythologie. |
| Chris Pratt          | Peter Quill / Star-Lord                                  | De leider van de Guardians of the Galaxy. |
| Dave Bautista        | Drax the Destroyer                                       | Een lid van de Guardians of the Galaxy die goed kan vechten met messen. |
| Karen Gillan         | Nebula                                                   | Een lid van de Guardians of the Galaxy en de geadopteerde dochter van Thors oude vijand Thanos. |
| Pom Klementieff      | Mantis                                                   | Een lid van de Guardians of the Galaxy die beschikt over krachten waarmee ze emoties kan beheersen. |
| Sean Gunn            | Kraglin Obfonteri                                        | Een ex-Ravager die zich nu associeert met de Guardians of the Guardians nadat zijn vriend en leider Yondu Udonta overleed. |
| Sean Gunn            | Rocket Raccoon (motion capture)                          | Een lid van de Guardians of the Galaxy, een op een wasbeer lijkend wezen. |
| Bradley Cooper       | Rocket Raccoon (stem)                                    | Een lid van de Guardians of the Galaxy, een op een wasbeer lijkend wezen. |
| Vin Diesel           | Groot (stem)                                             | Een lid van de Guardians of the Galaxy van de soort Flora Colossus en bondgenoot van Rocket Raccoon. |
| Carly Rees           | Miek                                                     | Een insectenkrijger die voorheen meedeed aan de kampioenschap van The Grandmaster op Sakaar. Zijn bondgenoot is de Kronan Korg. |
| Kat Dennings         | Dr. Darcy Lewis                                          | Een vriendin van Jane Foster en mede-wetenschapster. |
| Stellan Skarsgård    | Dr. Erik Selvig                                          | Een gerenommeerd astrofysicus en de leraar van Jane Foster en Darcy Lewis. Hij was hoogleraar theoretische astrofysica aan de Culver Universiteit. |
| Luke Hemsworth       | Acteur van Thor                                          | Een acteur uit Asgard die de rol van Thor vertolkt in een toneelstuk. |
| Matt Damon           | Acteur van Loki                                          | Een acteur uit Asgard die de rol van Loki vertolkt in een toneelstuk. |
| Sam Neill            | Acteur van Odin                                          | Een acteur uit Asgard die de rol van Odin vertolkt in een toneelstuk. |
| Melissa McCarthy     | Acteur van Hela                                          | Een actrice uit Asgard die de rol van Hela vertolkt in een toneelstuk. |
| Ben Falcone          | Asgardiaanse Toneelmanager                               | De toneelmanager van het Asgardiaanse toneel. |
| Stephen Curry        | Koning Yakan                                             | De koning van Indigarr. |
| Bobby Holland Hanton | Habooska the Horrible                                    | Een alien die Indigarr probeert te veroveren. |
| Daley Pearson        | Darryl Jacobson                                          | De tourgids van Asgard, die eerder verscheen in de Marvel One-Shot serie Team Thor. |
| Kieron L. Dyer       | Axl Heimdallson                                          | De zoon van Heimdall, die beschikt over de zelfde krachten als zijn vader. Axl wordt samen met de andere Asgardiaanse kinderen ontvoerd door Gorr. |
| India Rose Hemsworth | Love                                                     | De dochter van Gorr the God Butcher, die overlijdt, waardoor Gorr de goden wil slachten. Wordt later tot leven gebracht en geadopteerd door Thor. |
| Simon Russell Beale  | Dionysos Acratophorus                                    | Een Olympiër, de zoon van Zeus en de Griekse god van de wijn en fruitteelt. Gebaseerd op de gelijknamige god uit de Griekse mythologie. |
| Jonny Brugh          | Rapu                                                     | De eerste god die door Gorr wordt geslacht. |
| Chanique Greyling    | Jonge Frigga                                             | De moeder van Thor. Verschijnt als jongere versie in een terugblik. De oudere versie van Frigga werd gespeeld door Rene Russo in eerdere films uit het Marvel Cinematic Universe. |
| Cameron Chapek       | Baby Thor                                                | Jongere versies van Thor. |
| Tristan Hemsworth    | Jonge Thor                                               | Jongere versies van Thor. |
| Samson Alston        | Tiener Thor                                              | Jongere versies van Thor. |
| Ava Caryofyllis      | Jonge Jane Foster                                        | Jongere versie van Jane Foster. |
| Eliza Matengu        | Grace                                                    | De moeder van Axl en weduwe na het overlijden van haar man Heimdall. |
| Simona Paparelli     | Bao (stem)                                               | De god van de Knoedels. |
| Nico Cortez          | Aztec God                                                | Een god van de Azteken. |
| Priscilla Doueihy    | Artemis                                                  | Een Olympiër en de Griekse god van de jacht en maan. Gebaseerd op de gelijknamige god uit de Griekse mythologie. |
| Nicole Milinkovic    | Lady of Elche                                            | Een godin, gebaseerd op Tanit uit Berberse mythologie en Fenicische mythologie. |
| Imaan Hadchiti       | Maya God                                                 | Een god van de Maya's. |
| Carmen Foon          | Minerva                                                  | Een Romeinse god van de oorlogvoering, vrede en de wijsheid. Gebaseerd op de gelijknamige god uit de Romeinse mythologie. |
| Clariza Vicente      | Godin van de Dood                                        | |
| Kuni Hashimoto       | Jademurai God                                            | |
| Stephen Hunter       | Fur God                                                  | |
| Indiana Evans        | Zeusette                                                 | Een van de vrouwen die naast Zeus staat. |
| Chloé Gouneau        | Eloise Foster                                            | De moeder van Jane Foster. |
| Brooke Satchwell     | Glenda                                                   | De Indigarrnse vrou, die met Kraglin wil trouwen. |
| Dave Cory            | Dwayne                                                   | De man van Korg. |
| Manny Spero          | Chemo patiënt                                            | Mede-chemopatiënt van Jane Foster. |
| Andrew Crawford      | Bloemen God                                              | Een van de bloemengoden bij Rapu. |
| Elsa Pataky          | Wolfvrouw                                                | Een van de vrouwen waar Thor mee heeft gedatet. |
| Zia Kelly            | Piraatvrouw                                              | Een van de vrouwen waar Thor mee heeft gedatet. |
| Ben Sinclair         | Wetenschapsvriend                                        | Een wetenschapsvriend van Erik Selvig. |
| Jane Yubin Kim       | Asgardiaanse dokter                                      | Een Asgardiaanse dokter die Thor inligt over de status van Jane Foster. |
| Jenny Morris         | Inwoner van Asgard                                       | Een inwoner van New Asgard. |
| Akosia Sabet         | Bastet                                                   | Een godin uit de mythologie van het land Wakanda. |
| Devin de Geit        | Tanngrisnir / Toothgnasher en Tanngnjóstr / Toothgrinder | De geiten die Thor en Korg als vervoermiddel helpen. |
| Brett Goldstein      | Hercules Panhellenios (Mid-Credit Scene)                 | Een Olympische krijger, de zoon van Zeus en een Griekse halfgod. Gebaseerd op de gelijknamige figuur uit de Griekse mythologie. |
| Idris Elba           | Heimdall (Post-Credit Scene)                             | De oud-wachter van de poort en goden van Asgard, de beste vriend van Thor, de vader van Axl en de man van Grace. Werd vermoord door Thanos tijdens het redden van de Hulk. Verwelkomt Jane Foster in Walhalla, de hemel van de Noordse goden. Gebaseerd op de gelijknamige god uit de Noordse mythologie. |

## Geschiedenis
De film werd aangekondigd tijdens de San Diego Comic-Con in 2019. Tijdens de aankondiging waren Taika Waititi, Chris Hemsworth, Tessa Thompson en Natalie Portman aanwezig. Hierbij werd meteen ook bevestigd dat Portman The Mighty Thor ging spelen.

### Ontwikkeling
Chris Hemsworth gaf in januari 2018 aan dat hij interesse had om Thor te blijven spelen, ook al liep zijn contract af na de release van Avengers: Endgame in 2019. Kort na de release van die film bespraken Hemsworth en Waititi het idee voor een potentieel vervolg op Thor: Ragnarok, Een maand later bevestigde Hemsworth nogmaals dat hij zijn rol als Thor weer zou opnemen als er "een goed script" op tafel zou komen. In april 2019 vertelde Tessa Thompson dat ze erin geloofde dat er een vervolg kwam, met Waititi als regisseur. Hemsworth bevestigde nogmaals dat hij Thor zou willen blijven spelen voor zolang dit mogelijk zou zijn. Hij zei er ook bij dat Waititi ervoor zorgde dat hij opnieuw interesse kreeg in het personage.
Waititi tekende in juli 2019 officieel voor het regisseren van Thor: Love and Thunder. Diezelfde maand kondigde Kevin Feige, het hoofd van Marvel Studios, de film aan tijdens de San Diego Comic-Con International. Ook Hemsworth en Thompson werden bevestigd als acteurs samen met Portman, die na een afwezigheid in Ragnarok haar rol als Jane Foster opnieuw op zich zou nemen. Tijdens de voorstelling bevestigden Feige en Thompson meteen ook dat Valkyrie biseksueel is en dit in de film te zien zou zijn. Feige verklaarde ook dat The Mighty Thor volgens hem een van de beste strips was uit het recente verleden en dat Waititi die had gelezen tijdens het maken van Ragnarok. Toen Waititi bevestigde de film te regisseren, vertelde hij dat hij het verhaal van Jane Foster als Mighty Thor wilde verfilmen. Portman ging meteen na de eerste vergadering akkoord met dit idee. Zo kreeg ze de kans om het personage op een frisse manier te benaderen.
Don Harwin, de minister van Cultuur in de Australische staat New South Wales, kondigde eind juli 2019 aan dat de film zou gefilmd worden in de Fox Studios Australia in Sidney, meteen na het afronden van Shang-Chi and the Legend of the Ten Rings. De studio werd klaargemaakt vanaf maart 2020 om te kunnen filmen in augustus 2020. De productie zou voor 24 miljoen Australische dollars aan subsidies ontvangen hebben van de overheden van Australië en New South Wales. De vice-voorzitter van Marvel Studios (David Grant) zei dat de films back-to-back filmen ervoor zou zorgen dat er langdurige werkzekerheid was voor de lokale crews, met de opbrengsten van Love and Thunder die geschat werden op 178 miljoen AU$. Hij zei er ook bij dat Marvel Studios zou werken met "lokale educatieve instellingen om stagekansen te creëren".

## Releasedatum
De film ging op 23 juni 2022 in première in het El Capitan Theatre in Los Angeles. Aanvankelijk zou de film op 5 november 2021 uitgebracht worden, maar deze datum werd verplaatst naar 18 februari 2022 vanwege de coronapandemie. Na nogmaals enkele keren uitgesteld te zijn geweest, werd in oktober 2021 een release in Amerika op 7 juli 2022 bevestigd. De film is onderdeel van 'Fase 4' van de Marvel Cinematic Universe.

## Soundtrack
Naast de originele soundtrack worden er ook verschillende bestaande nummers in de film gebruikt. Hieronder een selectie van nummers die gebruikt worden in de film:
- Sweet Child o' Mine van Guns N' Roses
- Welcome to the Jungle van Guns N' Roses
- Paradise City van Guns N' Roses
- November Rain van Guns N' Roses
- Only Time van Enya
- Our Last Summer van ABBA
- Family Affair van Mary J. Blige
- Goodies van Ciara ft. Petey Pablo
- Rainbow in the Dark van Dio
- Old Spice van Ginger Johnson

## Trivia
- Voor de film zijn enkele scenes opgenomen die tijdens de productie zijn verwijderd. Deze scenes bevatten onder andere Jeff Goldblum als Grandmaster, Peter Dinklage als Eitri en Lena Headey.
- De acteur die Thor speelt in een toneelstuk op New Asgard, wordt gespeeld door Luke Hemsworth, de oudste broer van Thor-vertolker Chris Hemsworth.
- Het meisje dat Gorrs dochter Love speelt, is Chris Hemsworths dochter India Rose.
- Chris Hemsworhs echtgenote Elsa Pataky verschijnt kort in de film als de wolfvrouw die wordt opgevoerd als één van Thors exen.
- Chris Hemsworhs tweelingzonen Sasha en Tristan zijn in de film te zien als jongere versie van Thor.